# Austrália nos Jogos Olímpicos de Inverno de 1972
A Austrália participou dos Jogos Olímpicos de Inverno de 1972 em Sapporo, no Japão.